# Крис Кристоферсон
Кристофер „Крис” Кристоферсон (енгл. Kristoffer "Kris" Kristofferson; Браунсвил, 22. јун 1936 — Хана, 28. септембар 2024) био је амерички кантри музичар, кантаутор и глумац.

## Биографија

### Детињство и младост
Рођен је 22. јуна 1936. године у малом граду Браунсвил, у савезној држави Тексас. Отац му је био генерал америчког ратног ваздухопловства, а мајка домаћица. Кристоферсонови воде порекло из Шведске и током генерација су били високи официри, најпре у шведској, а онда и у америчкој армији. Као дечак се са породицом често селио по многим местима широм САД због природе очеве службе, тако да је средњу школу завршио у граду Сан Матео у Калифорнији. Након положене матуре, Крис се уписује на колеџ Помона у Калифорнији, а затим, као добитник престижне "Rhodes" стипендије, одлази на постдипломске студије енглеске књижевности на Мертон колеџу Оксфордског универзитета. Пријавио се за одлазак у рат у Вијетнаму, али је уместо тога послат на обуку за резервне официре на америчкој националној војној академији "West Point", а по њеном завршетку провео је три године као припадник хеликоптерских и падобранских јединица стационираних у америчким базама у тадашњој Западној Немачкој. Напредовао је до чина капетана и стекао статус војног ветерана. Вештина управљања војним хеликоптером касније му је била од користи. Наиме, по окончању војне службе и повратку у САД, радио је као пилот хеликоптера на нафтној платформи у Мексичком заливу. То је био један од многих послова које је у том периоду радио како би прехранио породицу.

### Каријера
Средином ’60-их одлази у Нешвил, у савезну државу Тенеси, центар тадашње фолк и кантри музичке сцене. У почетку је радио као члан помоћног особља у студију у којем су снимали његови идоли и највеће музичке звезде тог времена, међу којима су били Боб Дилан и Џони Кеш. Управо је Кеш тај који је први препознао Крисов изузетан текстописачки таленат и подстакао га да почне да снима сопствене песме. То је био и почетак великог пријатељства које су њих двојица имали све до Кешове смрти 2003. године. Крис је за време боравка у Нешвилу усавршио своје свирање гитаре и усне хармонике и почео да компонује музику за сопствене текстове. Тако 1966, у тридесетој години живота, Крис отпочиње своју кантауторску каријеру, по чему његово име до данас остаје најпрепознатљивије. Истовремено је почео да се бави и глумом, која му временом постаје једнако важна професионална преокупација. До сада је имао преко 80 филмских и телевизијских улога, међу којима су најпознатије улога Билија Кида у вестерну Пет Герет и Били Кид (1973) (другу главну улогу, Пета Герета, играо је Боб Дилан), улога Џона Нормана Ховарда у филму Звезда је рођена (1976), улога Џејмса „Џима” Аверила у филму Врата раја (1980) славног оскаровца Мајкла Чимина и улога Абрахама Вислера у филмској трилогији Блејд (1998, 2002. и 2004). Добитник је бројних филмских и музичких награда и признања, од којих су најзначајније награда „Златни глобус“ за најбољег главног глумца у играном филму у категорији мјузикла или комедије (1976) за улогу у мјузиклу Звезда је рођена (у којем је главну женску улогу играла Барбра Страјсенд) и музичка награда „Греми“ за животно дело (2014). Кристоферсон је 1985. године, за музику из филма Текстописац, коју је компоновао и изводио у оквиру улоге, номинован за „Оскара” у категорији филмске музике. Уведен је у Кућу славних текстописаца 1986. и Кућу славних кантри музике 2004. године. Занимљиво је да се Крис, поред војне каријере и студија књижевности, у младости једнако успешно бавио и спортом — играо је бокс и рагби, освајао награде и својевремено чак завршио на насловној страници националног спортског журнала "Sports Ilustrated".
Крис данас важи за вероватно најбољег текстописца у кантри музици и једног од најбољих текстописаца уопште, а награда нешвилског удружења текстописаца однедавно носи његово име. Његове песме говоре о љубави, слободи, страсти, депресији, усамљености, пријатељству, дроги, смрти, социјалним темама, рату, религији и политици. Многе од њих успевају да снажно пренесу слушаоцу доживљај аутора и изнутра му приближе теме о којима говоре, изазивајући поновљени лични доживљај онога што је у песми испричано. Заједно са Џонијем Кешом, Мерлом Хагардом, Вилијем Нелсоном и Вејлоном Џенингсом зачетник је тзв. outlow кантрија, данас доминантног поджанра у оквиру велике традиције америчке кантри музике. У Кристоферсоновој музици такође се могу уочити елементи рока, блуза, госпела и шансоњерског стила, али су аутентична линија outlow кантри звука (заснованог на акустичној гитари и усној хармоници) и текстуални израз високог поетског квалитета оно по чему његово стваралаштво остаје препознатљива и што га сврстава у сам врх америчке кантауторске традиције друге половине 20. века. Са Кешом, Нелсоном и Џенингсом 1985. године оснива кантри супергрупу The Highwaymen, која је снимила три студијска албума и четири сингла и током пуних десет година наступала у САД и широм света. И након што је бенд престао са радом, ова четворица великана, које неки називају „последњи велики амерички хероји 20. века”, заувек су остали нераздвојни пријатељи. Након смрти Џенингса (2002), Кеша (2003) и Хагарда (2015), Крис Кристоферсон и Вили Нелсон остају последња два представника outlow кантрија, али и међу ретким преосталим музичким легендама своје генерације, не само у свету кантрија. Кристоферсонове песме, поред свих већ споменутих, обрађивали су и други значајни кантри извођачи, као што су Доли Партон, Реј Прајс и Реј Стивенс, али и музичке звезде из других жанрова, попут Дилана, Елвиса, Џоан Баез, Џенис Џоплин (која је достигла врхунац каријере управо обрадом његове песме "Me and Bobby McGee"), Реја Чарлса, Гледис Најт са групом The Pips, Шинејд О’Конор, Расела Коруа и других. Песме "Sunday Mornin’ Comin’ Down", "Me and Bobby McGee", "Help Me Make It Trough the Night", "Why me, Lord", , , , , "Please Don’t Tell Me How the Story Ends", "Nobody Wins", "To Beat the Devil", "Who's to Bless and Who's to Blame" и "Theh Killed Him" (коју је обрадио и Боб Дилан) само су неки од evergreen хитова које потписује Кристоферсон. У пола века дугој музичкој каријери издао је 18 студијских албума, 3 live албума, 4 музичке компилације, 29 синглова и 6 заједничких албума са другим извођачима. На Крисовом студијском албуму "The Austin Sessions" из 1999. године, који представља његове обраде сопствених највећих хитова из претходног периода, са њим су свирали и певали пратеће вокале, поред осталих, Винс Гил, Алисон Краус и фронтмен Dire Straitsa Марк Нопфлер. Занимљиво је да је америчка компанија „Гибсон”, која је уз компанију „Фендер” највећи светски произвођач гитара и музичке опреме, модел акустичне гитаре коју Крис уобичајено свира назвала по њему "The Kristofferson SJ". Први пут у каријери наступио је 2017. године на британском музичко-сценском фестивалу "Glastonbury", а на сцени му се том приликом током две песме на гитари придружио Џони Деп.

### Политички ставови
Од свих америчких политичара друге половине 20. века, највише је ценио браћу Кенеди. Иако је својевремено желео да се бори у америчким снагама у Вијетнаму, касније је заузео негативан став о овом рату, а противио се и интервенционистичкој спољној политици председника Роналда Регана, Џорџа Х. В. Буша, Била Клинтона и Џорџа В. Буша у Латинској Америци и на Блиском истоку. Песму "Сандиниста" написао је 1990. године у знак подршке никарагванском ослободилачком покрету Сандинистички фронт националног ослобођења, који се борио против војног диктатора Анастасиа Сомозе који је дуго уживао подршку САД. У јавним наступима залагао се за заштиту људских права, а нарочито за равноправност Афроамериканаца и америчких староседелаца (Индијанаца) у САД. У више наврата материјално је помагао делатност истакнутог борца за права Афроамериканаца Џесија Џексона.

### Приватни живот
Женио се три пута (био је седам година у браку са популарном поп-рок и кантри-поп певачицом Ритом Кулиџ), а са садашњом супругом је у браку од 1983. године. Отац је осморо деце - пет синова и три ћерке. Хришћанин је по вероисповести. Занимљиво је да је Крис током недељне службе у једној евангеличкој цркви 1972. године, на коју је доспео потпуно непланирано, доживео, како сам каже, „дубоко религиозно искуство”, и да је тада, речено језиком протестантске теологије, замолио за опрост грехова и прихватио Исуса Христа као свог „личног Спаситеља”. Овај догађај, који је оставио снажан утицај на Крисову личност, али и уметничко стваралаштво, инспирисао га је да напише кантри-госпел песму "Why me, Lord" (коју су, поред осталих, обрадили Џони Кеш и Елвис Присли). Кристоферсонови данас живе на породичном имању у месту Хана на острву Мауи у оквиру хавајског архипелага. Први је комшија са својим некадашњим колегом из бенда Вилијем Нелсоном, као и са Вудијем Харелсоном и Овеном Вилсоном. Током 2016. године откривено је да Крис болује од лајмске болести, након што му је претходно погрешно дијагностикована Алцхајмерова болест. Као последица болести јавили су се проблеми са памћењем. Упркос свему, Крис је и у деветој деценији живота наступао на концертним турнејама и музичким фестивалима широм Сједињених Држава, али и у Европи.

## Дискографија
- Kristofferson (1970)
- The Silver Tongued Devil and I (1971)
- Border Lord (1972)
- Jesus Was a Capricorn (1972)
- Full Moon (са Ритом Кулиџ) (1973)
- Spooky Lady's Sideshow (1974)
- Breakaway (са Ритом Кулиџ) (1974)
- Who's to Bless and Who's to Blame (1975)
- Surreal Thing (1976)
- Easter Island (1978)
- Natural Act (са Ритом Кулиџ) (1978)
- Shake Hands са the Devil (1979)
- To the Bone (1981)
- Repossessed (1986)
- Third World Warrior (1990)
- A Moment of Forever (1995)
- The Austin Sessions (1999)
- This Old Road (2006)
- Closer to the Bone (2009)
- Feeling Mortal (2013)
- The Cedar Creek Sessions (2016)

## Филмографија
| Улоге Криса Кристоферсона |                            |               |                               |          |
| Година                    | Српски назив               | Изворни назив | Улога                         | Напомена |
| 1974.                     | Алис више не станује овдје |               |                               |          |
| 1978.                     | Конвој                     |               | Мартин Пенволд „Гумени Патак” |          |
| 1980.                     | Врата раја                 |               |                               |          |
| 1998.                     | Блејд                      |               |                               |          |
| 1999.                     | Наплата дуга               |               |                               |          |
| 2001.                     | Планета мајмуна            |               | Каруби                        |          |
| 2002.                     | Блејд 2                    |               |                               |          |
| 2004.                     | Блејд: Тројство            |               |                               |          |
| 2009.                     | Ти га просто не занимаш    |               |                               |          |